# Darian King
Darian King (ur. 26 kwietnia 1992 w Bridgetown) – barbadoski tenisista, reprezentant w Pucharze Davsa, olimpijczyk z Rio de Janeiro (2016).

## Kariera tenisowa
W grze pojedynczej wygrał 3 turnieje rangi ATP Challenger Tour. Premierowy tytuł zdobył w 2016 w Cali stając się pierwszym tenisistą ze swojego kraju, który triumfował w zawodach tej rangi.
Latem 2016 zagrał, dzięki otrzymaniu zaproszenia od ITF, w turnieju singlowym igrzysk olimpijskich w Rio de Janeiro przegrywając w 1 rundzie z Amerykaninem Steve’em Johnsonem.
Od roku 2009 reprezentuje Barbados w Pucharze Davisa.
W rankingu gry pojedynczej najwyżej był na 106. miejscu (8 maja 2017), a w klasyfikacji gry podwójnej na 156. pozycji (21 października 2019).

### Zwycięstwa w turniejach ATP Challenger Tour w grze pojedynczej
| Końcowy wynik | Nr | Data                | Turniej    | Nawierzchnia | Przeciwnik       | Wynik finału  |
| ------------- | -- | ------------------- | ---------- | ------------ | ---------------- | ------------- |
| Zwycięzca     | 1. | 10 lipca 2016       | Cali       | Ceglana      | Víctor Estrella  | 5:7, 6:4, 7:5 |
| Zwycięzca     | 2. | 24 lipca 2016       | Binghamton | Twarda       | Mitchell Krueger | 6:2, 6:3      |
| Zwycięzca     | 3. | 2 października 2016 | Tiburon    | Twarda       | Michael Mmoh     | 7:6(2), 6:2   |